# Hymenaster caelatus
Hymenaster caelatus är en sjöstjärneart som beskrevs av Percy Sladen 1882. Hymenaster caelatus ingår i släktet Hymenaster och familjen knubbsjöstjärnor. Inga underarter finns listade i Catalogue of Life.